# Polistes rossi
Polistes rossi är en getingart som beskrevs av Richard Mitchell Bohart 1949. Polistes rossi ingår i släktet pappersgetingar, och familjen getingar. Inga underarter finns listade i Catalogue of Life.